# Proberare
Proberare var en tjänsteman vid Bergskollegium som hade till uppgift att analysera mineral för att bestämma halten av däri ingående ämnen och därmed om den var brytvärd (dvs. malm).